# Dave Bartholomew
Dave Bartholomew (Edgard, 24 december 1918 – New Orleans, 23 juni 2019) was een Amerikaanse r&b- en jazzmuzikant, die vanaf de jaren 1950 in hoofdzaak werkzaam was als producent, arrangeur en componist.

## Jeugd
Op 15-jarige leeftijd begon Bartholomew trompet en tuba te leren in New Orleans. Daarbij had hij met Peter Davis dezelfde muziekleraar als eerder Louis Armstrong. In mei 1942 ontsloeg Jimmie Lunceford zes mensen uit zijn beroemde orkest en rekruteerde Bartholomew als trompettist. Al kort daarna werd deze opgeroepen voor zijn militaire dienstplicht en werd geplaatst in een militaire band. Bandleader Lunceford overleed in 1947 en zijn band viel uit elkaar. In dat jaar zocht het in New Jersey gevestigde label De Luxe Records naar talenten in de clubs van New Orleans, waar ze Dave Bartholomew & His Sextette aantroffen. Tot de in 1946 opgerichte band behoorden aanvankelijk Meyer Kennedy (gitaar), Joe Harris (altsaxofoon), Herb Hardesty, Alvin 'Red' Tyler en Clarence Holts (tenorsaxofoon). Later werden Earl Palmer (drums), Frank Fields (basgitaar), Ernest McLean (gitaar) en Salvador Doucette (piano) gewisseld. De laatste formatie was de personele configuratie, die iets later de studioband in de beroemde geluidsstudio van Cosimo Matassa en voor Imperial Records de huisband vormde.

## Carrière

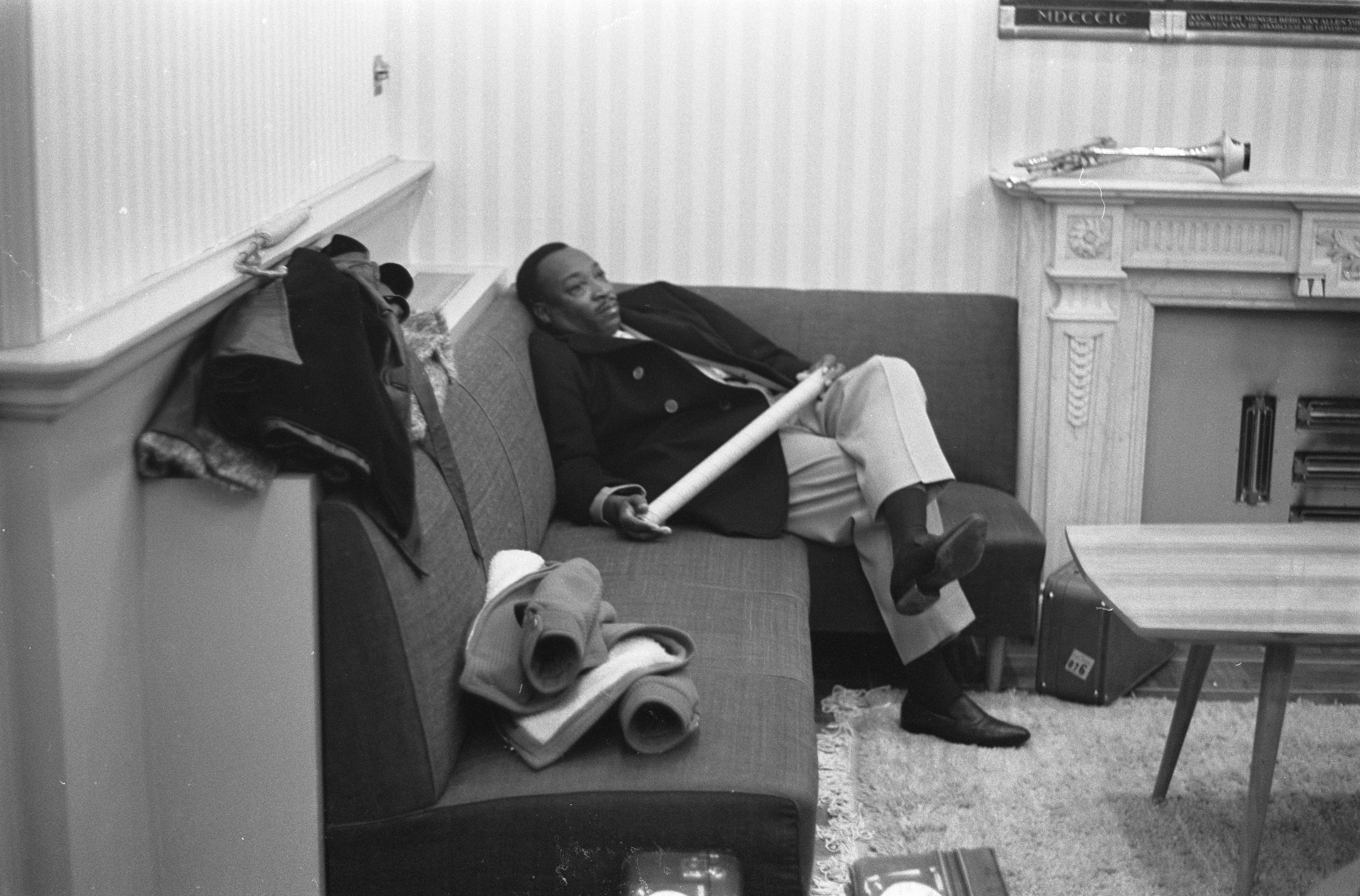
Dave Bartholomew in Amsterdam (1962)

Bij De Luxe Records verscheen dan Bartholomews eerste plaat She's Got Great Big Eyes (1947). In hetzelfde jaar was King Records deelgenoot van De Luxe Records, om daarna het label in februari 1951 geheel over te nemen. Bartholomew bleef nog tot 1950 bij De Luxe. Hier ontstond ook Bartholomews grootste hit Country Boy (1950, 14e plaats r&b-hitparade), waarvan daaropvolgend 100.000 exemplaren werden verkocht. Er ontstonden beginnende contacten met het in New Orleans gevestigde label Imperial Records, toen Bartholomew in november 1949 in Matassa's studio voor de r&b-zangeres Jewel King het nummer 3x7=21 en voor Tommy Ridgley Shrewsbury Blues in een sessie opnam. De blazerriffs in 3x7=21 werden later Bartholomews handelsmerk.
Bartholomew werd in december 1949 bij Imperial Records vooreerst talentenscout, later ook producent, arrangeur en componist. Enkele dagen na Jewel Kings plaatopname produceerde hij in december 1949 in de J&M-studio in totaal 8 songs met de net gecontracteerde Fats Domino. Deze eerste sessie duurde bijna 6 uur. Als diens eerste single werd hieruit The Fat Man met de beroemde boogiewoogie-intro uitgekozen. De plaat ontwikkelde zich na publicatie in januari 1950 tot een van de schaarse platen in de r&b waarvan er miljoenen werden verkocht. Voor Domino begon hiermee een grote carrière, die zonder Bartholomews inbreng niet mogelijk zou zijn geweest. Beiden schreven voortaan meer dan 40 songs samen, waarvan zich een merendeel tot grote r&b-hits ontwikkelden. De eerste cross-over in juni 1952 was Goin' Home, later behaalden Fats Domino-hits een hoge klassering (2e plaats) in de hitparade en de grootste hit in zijn carrière, de klassieker Blueberry Hill (oktober 1956). De succesvolle samenwerking van de beide zwaarlijvige muzikanten duurde tot 1963, totdat Fats Domino Imperial Records verliet en tekende bij ABC-Paramount. Bovendien bleef de muziekstijl en het arrangement grotendeels onveranderd.
Bartholomew zelf nam een veelvoud aan platen op voor andere labels, wat tot onvrede met Imperial Records leidde. Voor Decca Records ontstonden in mei 1951 twee songs, voor King Records werden in augustus 1951 in Cincinnati in totaal vier en in januari 1952 nog eens vier songs opgenomen. De beroemdste hiervan is wel zijn compositie My Ding-A-Ling, die hij samen met Todd Rhodes bij King Records publiceerde in februari 1952. De geestige en dubbelzinnige call-en-response-song beleefde als coverversie van andere vertolkers later een wederopleving. Aanvankelijk namen The Bees de song op onder de titel Toy Bell in december 1954, voordat Chuck Berry hem in september 1972 als miljoenenseller onsterfelijk maakte.
Voor Imperial Records had hij een veelvoud aan artiesten gehaald, waaronder Smiley Lewis, Lloyd Price, Shirley Lee (1952), Blanche Thomas (1954), Earl King, Tommy Ridgley (1955), Chris Kenner, Robert Parker (1957) en Frankie Ford (1959). Hij produceerde en arrangeerde voornamelijk hun sessies en componeerde voor hen belangrijke songs. Zijn producties zoals Lawdy Miss Clawdy, One Night (of Sin) en Witchcraft werden gecoverd door Elvis Presley, Stack-A-Lee van Archibald werd bij Lloyd Price Stagger Lee. Earl King zou niet Trick Bag en Come On gezongen hebben en Robert Palmer en Jimi Hendrix zouden deze songs niet hebben kunnen coveren. Voor Sugar Boy Crawford ontstond Morning Star, voor Snooks Eaglin That Certain Door en voor Tommy Ridgley Shrewsbury Blues. Bobby Mitchell zong I Try So Hard, I'm Gonna Be a Wheel Someday (later gecoverd door Fats Domino) en Nothing Sweet As You, Shirley & Lee zongen Feel So Good. 
Toen in december 1963 Imperial Records werd verkocht aan Liberty Records, wees Bartholomew een overplaatsing naar het hoofdkwartier in Hollywood af en bleef in New Orleans. Daarmee eindigde ook zijn contract met Imperial Records. Daarna werkte hij een korte periode voor Trumpet Records en Mercury Records en richtte in 1967 zijn eigen label Broadmoor op, dat hij echter zonder succes leidde en liquideerde. Ook in de jaren 1970 en 1980 hield hij zich vervolgens bezig in de muziekindustrie en leidde een eigen dixieland-band in New Orleans. In 1991 en 1998 werden de albums Dave Bartholomew and the Maryland Jazz Band en New Orleans Big Beat gepubliceerd. In 2007 werd hij opgenomen in de Blues Hall of Fame.

## Werken
Bartholomew zelf zegt dat hij meer dan 4000 songs gecomponeerd heeft. Volgens de BMI zijn voor Dave Bartholomew in totaal 428 composities auteursrechtelijk geregistreerd. De door hem zelf gepubliceerde songs zijn niet bijzonder succesvol geweest, zodat zijn enorme werk als producent, arrangeur en componist voor andere vertolkers als zijn eigenlijke prestatie benadrukt moet worden. Alleen al voor Fats Domino ontstonden meer dan 50 singles met een totale omzet van liefst 65 miljoen platen, waarvan 22 met goud werden bekroond.
De Rolling Stone plaatst Bartholomew samen met Fats Domino op de 72e plaats van de 100 beste songwriters aller tijden.

## Overlijden
Dave Bartholomew overleed in juni 2019 op 100-jarige leeftijd in een ziekenhuis in New Orleans.

## Discografie

### Singles
Als Dave Bartholomew & His Sextette (De Luxe Records)
- 1947: She's Got Great Big Eyes (And Great Big Thighs) / Bum Mae
- 1947: Star Dust / Dave's Boogie Woogie

Als Dave Bartholomew Orchestra (De Luxe Records)
- 1949: Girt Town Blues / High Society Blues

Specialty/Regal
- 1949: Nickel Wine (demo)

De Luxe Records
- 1950: Country Boy / Mr. Fool

Imperial Records
- 1950: Carnival Day / That's How You Got Killed Before
- 1950: Messy Bessie / Frantic Chick
- 1950: 3x7=21 / Don’t Marry Too Soon (Jewel King & Dave Bartholomew)
- 1950: Oh Cubanas / Going to Chow
- 1950: Poppa Stoppa Theme Song, (herkenningsmelodie van WNNR-AM-Radio New Orleans)
- 1950: Country Boy Goes Home / Ain't Gonna Do It
- 1950: Basin Street Breakdown (eerder niet gepubliceerd; CD Charly)

Decca Records
- 1951: Tra La La / Treejim (zang: Tommy Ridgley)

King Records
- 1951: Sweet Home Blues / Twins
- 1951: In The Alley / I'll Never Be The Same
- 1952: Lawdy Lawdy Lord Part 1 / Lawdy Lawdy Lord Part 2 (zang: Tommy Ridgley)
- 1952: My Ding-A-Ling / Bad Habit
- 1952: The Golden Rule / Mother Knows Best

Imperial Records
- 1952: Who Drank My Beer While I Was in the Rear / Little Girl Sing Ding-A-Ling (zang: Tommy Ridgley)
- 1953: No More Black Nights / Air Tight
- 1954: Jump Children / Cat Music
- 1955: Four Winds / Every Night, Every Day
- 1956: Shrimp and Gumbo / Old Cowhand from the Blues Band
- 1956: Would You (If I Loved You Darling) / Turn Your Lamp Down Low
- 1957: The Shufflin' Fox / The Monkey
- 1957: Cinderella / Hard Times
- 1961: People Are Talking / Yeah Yeah

Broadmoor
- 1967: Junk Man / Hey Hey

### LP's (Imperial Records)
- 1961: Fats Domino presents Dave Bartholomew and His Great Big Band
- 1963: New Orleans House Party - Dave Bartholomew

- Biblioteca Nacional de España: XX892895
- Bibliothèque nationale de France: cb13891195v (data)
- Gemeinsame Normdatei: 134841026
- International Standard Name Identifier: 0000 0000 8906 852X
- Library of Congress Control Number: no98007074
- MusicBrainz: 9ad119e3-8a03-41a9-9ba8-fa754390b81d
- Nationale Bibliotheek van Tsjechië: xx0250193
- Nationale Bibliotheek van Israël: 987007335016205171
- Nederlandse Thesaurus van Auteursnamen: 096343230
- SNAC: w62v3hds
- Système universitaire de documentation: 086950479
- Virtual International Authority File: 129671982
- WorldCat: E39PBJvH89hhxhYTXFr7gJf8YP